# Coupe de Pologne féminine de handball
La Coupe de Pologne féminine de handball est une compétition de handball à élimination directe créée en 1968 qui oppose les meilleurs clubs féminins de Pologne.

## Palmarès
Le palmarès est le suivant :
| Saison    | Vainqueur        | Finaliste         |
| --------- | ---------------- | ----------------- |
| 1958/1959 | Ruch Chorzów     | ?                 |
| 1959/1960 | Ruch Chorzów     | ?                 |
| 1960/1961 | AZS AWF Varsovie | ?                 |
| 1961/1962 | Ruch Chorzów     | ?                 |
| 1962/1963 | Non disputée     | Non disputée      |
| 1963/1964 | Non disputée     | Non disputée      |
| 1964/1965 | Non disputée     | Non disputée      |
| 1965/1966 | Sośnica Gliwice  | ?                 |
| 1966/1967 | AZS Wrocław      | ?                 |
| 1967/1968 | AZS Wrocław      | ?                 |
| 1968/1969 | AZS Wrocław      | ?                 |
| 1969/1970 | Sośnica Gliwice  | ?                 |
| 1970/1971 | Pogoń Szczecin   | ?                 |
| 1971/1972 | AZS Wrocław      | ?                 |
| 1972/1973 | AKS Chorzów      | ?                 |
| 1973/1974 | Non disputée     | Non disputée      |
| 1974/1975 | Non disputée     | Non disputée      |
| 1975/1976 | Skra Varsovie    | Cracovia          |
| 1976/1977 | AKS Chorzów      | ?                 |
| 1977/1978 | AZS AWF Varsovie | ?                 |
| 1978/1979 | Ruch Chorzów     | Unia Tarnów       |
| 1979/1980 | Pogoń Szczecin   | AKS Chorzów       |
| 1980/1981 | AKS Chorzów      | Ruch Chorzów      |
| 1981/1982 | AZS AWF Varsovie | ?                 |
| 1982/1983 | AKS Chorzów      | ?                 |
| 1983/1984 | Ruch Chorzów     | ?                 |
| 1984/1985 | Cracovia         | ?                 |
| 1985/1986 | Pogoń Szczecin   | ?                 |
| 1986/1987 | AKS Chorzów      | Pogoń Szczecin    |
| 1987/1988 | Cracovia         | Zgoda Ruda Śląska |
| 1988/1989 | AZS AWF Varsovie | ?                 |
| 1989/1990 | Sośnica Gliwice  | ?                 |
| 1990/1991 | Non disputée     | Non disputée      |

| Saison    | Vainqueur                 | Finaliste                       |
| --------- | ------------------------- | ------------------------------- |
| 1991/1992 | Pogoń Szczecin            | ?                               |
| 1992/1993 | Start Elbląg              | ?                               |
| 1993/1994 | Start Elbląg              | Piotrcovia Piotrków Trybunalski |
| 1994/1995 | Via Wena Varsovie         | ?                               |
| 1995/1996 | Montex Lublin             | ?                               |
| 1996/1997 | Montex Lublin             | ?                               |
| 1997/1998 | Montex Lublin             | ?                               |
| 1998/1999 | Start Elbląg              | ?                               |
| 1999/2000 | Montex Lublin             | ?                               |
| 2000/2001 | Montex Lublin             | ?                               |
| 2001/2002 | Montex Lublin             | ?                               |
| 2002/2003 | Zgoda Ruda Śląska         | MKS Jelenia Góra                |
| 2003/2004 | Zgoda Ruda Śląska         | Piotrcovia Piotrków Trybunalski |
| 2004/2005 | AZS-AWFiS Gdańsk          | Start Elbląg                    |
| 2005/2006 | MKS Lublin                | Zagłębie Lubin                  |
| 2006/2007 | MKS Lublin                | Piotrcovia Piotrków Trybunalski |
| 2007/2008 | AZS Politechnika Koszalin | SPR Safo ICom Lublin            |
| 2008/2009 | Zagłębie Lubin            | AZS Politechnika Koszalin       |
| 2009/2010 | SPR Lublin                | Zagłębie Lubin                  |
| 2010/2011 | Zagłębie Lubin            | GTPR Gdynia                     |
| 2011/2012 | SPR Lublin                | GTPR Gdynia                     |
| 2012/2013 | Zagłębie Lubin            | SPR Lublin                      |
| 2013/2014 | GTPR Gdynia               | Zagłębie Lubin                  |
| 2014/2015 | GTPR Gdynia               | Zagłębie Lubin                  |
| 2015/2016 | GTPR Gdynia               | Pogoń Szczecin                  |
| 2016/2017 | Zagłębie Lubin            | Start Elbląg                    |
| 2017/2018 | MKS Lublin                | Pogoń Szczecin                  |
| 2018/2019 | Zagłębie Lubin            | Pogoń Szczecin                  |
| 2019/2020 | Zagłębie Lubin            | Młyny Stoisław Koszalin         |
| 2020/2021 | Zagłębie Lubin            | MKS Lublin                      |
| 2021/2022 | KPR Kobierzyce (en)       | Zagłębie Lubin                  |
| 2022/2023 | Zagłębie Lubin            | JKS Jarosław                    |

## Bilan
| Club                      | Titres | Saisons                                                         |
| ------------------------- | ------ | --------------------------------------------------------------- |
| MKS Lublin                | 11     | 1996, 1997, 1998, 2000, 2001, 2002, 2006, 2007, 2010, 2012 2018 |
| Zagłębie Lubin            | 8      | 2009, 2011, 2013, 2017, 2019 2020, 2021, 2023                   |
| Ruch Chorzów              | 5      | 1959, 1960, 1962, 1979, 1984                                    |
| AKS Chorzów               | 5      | 1973, 1977, 1981, 1983, 1987                                    |
| AZS Wrocław               | 4      | 1967, 1968, 1969, 1972                                          |
| AZS AWF Varsovie          | 4      | 1961, 1978, 1982, 1989                                          |
| Pogoń Szczecin            | 4      | 1971, 1980, 1986, 1992                                          |
| Sośnica Gliwice           | 3      | 1966, 1970, 1990                                                |
| Start Elbląg              | 3      | 1993, 1994, 1999                                                |
| GTPR Gdynia               | 3      | 2014, 2015, 2016                                                |
| Cracovia                  | 2      | 1985, 1988                                                      |
| Zgoda Ruda Śląska         | 2      | 2003, 2004                                                      |
| Skra Varsovie             | 1      | 1976                                                            |
| Via Wena Varsovie         | 1      | 1995                                                            |
| AZS-AWFiS Gdańsk          | 1      | 2005                                                            |
| AZS Politechnika Koszalin | 1      | 2008                                                            |
| KPR Kobierzyce (en)       | 1      | 2022                                                            |
| Non disputée              | 6      | 1963, 1964, 1965, 1974, 1975, 1991                              |
| Total                     | 59     | 1959-2023                                                       |